# Gustav Köhler (Politiker)
Gustav Köhler (* 5. September 1885 in Stendal; † 20. August 1952 in Stuttgart) war ein deutscher Politiker (KPD). Er war von 1924 bis 1933 Abgeordneter des Landtages des Freien Volksstaates Württemberg.

## Leben
Der gelernte Mechaniker Köhler war bereits vor 1914 Mitglied der SPD. Nach dem Ersten Weltkrieg übersiedelte er nach Ulm, wo er sich der USPD anschloss. 1920 wechselte er mit der linken USPD zur KPD. Auch in der KPD gehörte er dem linken Parteiflügel an.
Im Mai 1924 wurde er in den Württembergischen Landtag gewählt, im selben Jahr wurde er hauptamtlicher Orgleiter des KPD-Bezirks Württemberg. Anfang 1927 wurde Köhler als Orgleiter abgelöst, er blieb aber hauptamtlicher Instrukteur der KPD im Schwarzwald und später in Ulm. Im Mai 1928 und im April 1932 wurde er erneut in den Landtag gewählt.
Nach der „Machtergreifung“ der Nationalsozialisten wurde Köhler am 13. März 1933 verhaftet und über zwölf Jahre lang in verschiedenen KZ festgehalten: von 1933 bis 1935 in den KZ Heuberg und Kuhberg, dann von Juli 1935 bis September 1939 im KZ Dachau, 1939/40 im KZ Flossenbürg, anschließend erneut im KZ Dachau, zuletzt in Utting im KZ-Außenlager Kaufering V oder X.
Gesundheitlich schwer angeschlagen, kehrte Köhler nach seiner Befreiung nach Württemberg zurück. Er arbeitete bis zur Erreichung der Altersgrenze 1950 als Berichterstatter im Württembergischen Innenministerium. 1952 starb Köhler nach langer, schwerer Krankheit.